# Aldis Kušķis
Aldis Kušķis (* 6. Oktober 1965 in Riga, Lettische SSR) ist ein lettischer Politiker.
2002 wurde er für die neu gegründete Partei Jaunais laiks in die Saeima gewählt. 2004 folgte die Wahl in das Europäische Parlament, dem er bis 2009 angehörte. Seine Partei schloss sich der Fraktion der Europäischen Volkspartei an. Danach war er für mehrere lettische Behörden tätig.